# Barbe de Nettine

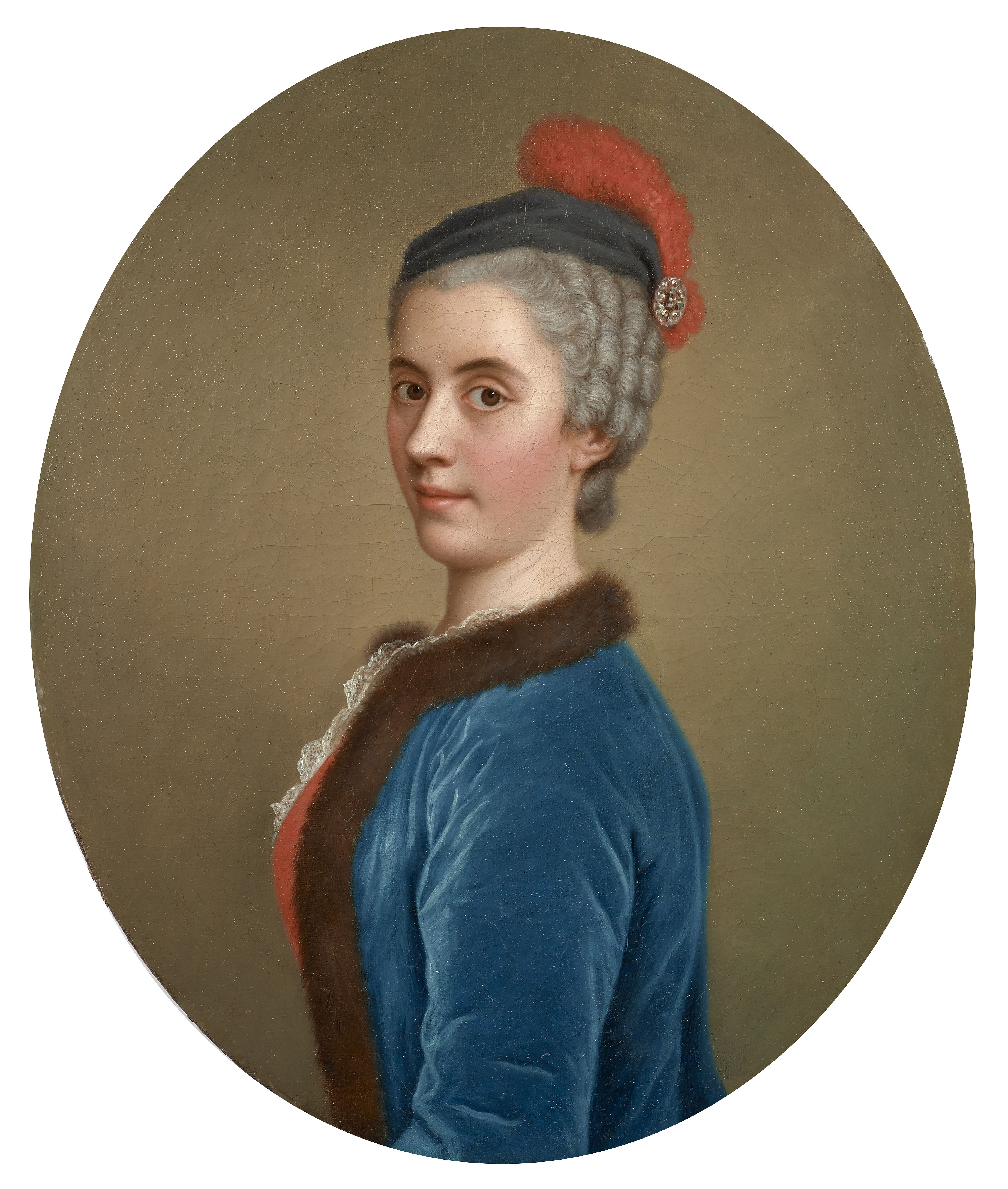
Jean-Etienne Liotard: Barbe de Nettine, vor 1749.

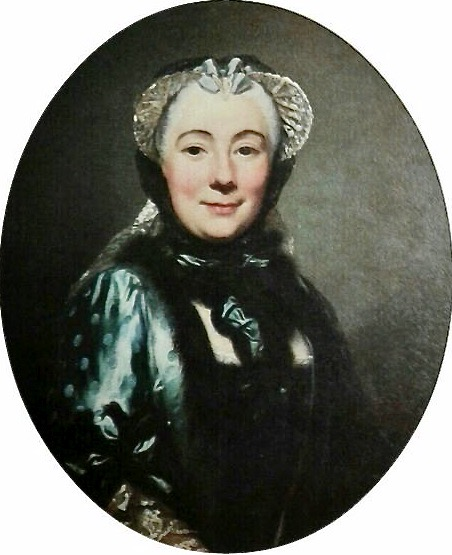
Alexander Roslin: Barbe de Nettine als Witwe, 1761.

Barbe-Louise-Josèphe Vicomtesse de Nettine geborene Stoupy (* 20. November 1706 in Arras, Grafschaft Artois; † 4. Dezember 1775 in Brüssel, Herzogtum Brabant) besaß die wichtigste Bank der Österreichischen Niederlande, welche zugleich die Funktion einer Staatsbank hatte.

## Ehe mit Onkel
Barbe Stoupy war das älteste der acht Kinder eines Advokaten im nordfranzösischen Arras. Als sie 13-jährig war, anvertrauten die Eltern sie der kinderlosen Schwester des Vaters Louise Nettine in Brüssel. Deren Ehemann Matthias (1686–1749) war unter Erzherzogin Maria Elisabeth (1680–1741), die als Schwester des letzten Habsburgerkaisers Karl VI. 1725 Generalgouverneurin der Österreichischen Niederlande wurde, Einnehmer des Hofbauamts und Hofbankier.
In letztgenannter Funktion konkurrierte er zunächst mit dem aus Mailand stammenden Pietro de Proli (1671–1733) in Antwerpen bzw. mit dessen Witwe Aldegonde geborenen Pauli (1685–1761). Als Nettine 1735 seine Frau verlor, heiratete er mit kirchlicher Dispens die mittlerweile 29-jährige Barbe Stoupy, die ihm nicht nur sechs Kinder schenkte, sondern auch im Bankgeschäft zur Seite stand.
Im Österreichischen Erbfolgekrieg (1740–1748) behauptete Maria Theresia, die älteste Tochter Karls VI., den Besitz der Österreichischen Niederlande. Unter dem neuen Generalgouverneur, ihrem Schwager Herzog Karl von Lothringen (1712–1780), und den bevollmächtigten Ministern Kaunitz (ab 1744), Botta (ab 1749), Cobenzl (ab 1753) und Starhemberg (ab 1770), welche die Regierung in Brüssel leiteten, war die Bank Nettine 1744–1775 alleinige Staatsbank.

## Hinter den Kulissen der Macht

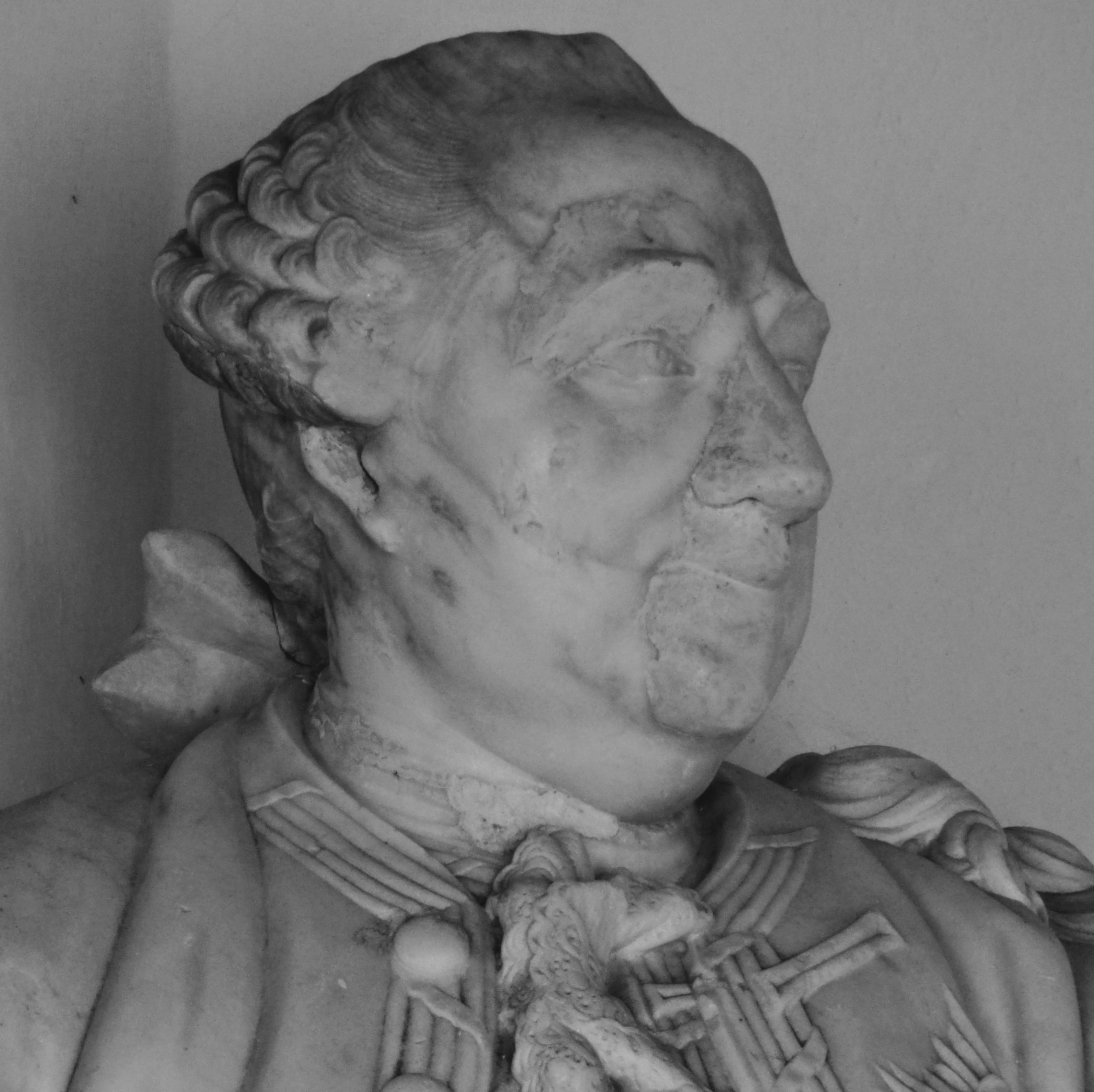
Graf Karl von Cobenzl.

Nach Nettines Tod (1749) weitete seine Witwe die Tätigkeit der Bank noch aus, an der kurze Zeit auch ihre Söhne beteiligt waren. Anstelle der Regierung in Brüssel zog sie Staatseinnahmen ein, platzierte Anleihen, überwies Geld ins Ausland, zahlte Zinsen und Saläre, verwaltete die staatliche Lotterie, beschaffte Edelmetall für die Münzprägung und beteiligte sich an Firmen.
Dabei besaß sie namentlich das Vertrauen des erwähnten Grafen Karl von Cobenzl (1712–1770), der den Generalgouverneur zum bloßen Statisten machte. Der gebürtige Krainer verbrachte jeden Mittag eine Plauderstunde und jede Woche einen Abend bei ihr. Sie ihrerseits hielt ihn trotz seiner hohen Schulden finanziell über Wasser.
1756 erhielt eine Gesellschaft, hinter der Frau Nettine steckte, ein Privileg für die Fabrikation von Papier. Dies führte zu einem Konflikt zwischen dem Generalgouverneur und dem Minister einerseits und dem Finanzrat in Brüssel und dem Hohen Rat der Niederlande in Wien andererseits. Als Folge davon löste Maria Theresia 1757 den Hohen Rat auf und übertrug die Verantwortung für die belgischen Provinzen dem nunmehrigen Staatskanzler Wenzel Anton Fürst Kaunitz (1711–1794).
Während und nach dem Siebenjährigen Krieg (1756–1763) leitete Frau Nettine Subsidien des mit Österreich verbündeten Frankreichs vom Pariser Hofbankier Jean-Joseph de Laborde (1724–1794) an den Wiener Hofbankier Johann von Fries (1719–1785) weiter. Sie wirkte auch am verdeckten Einsatz von Einnahmen aus den Österreichischen Niederlanden zur Tilgung von Kriegsschulden mit. Hierzu bediente sie sich der von ihr verwalteten Gastos segretos (Geheimfonds aus der Zeit der Spanischen Niederlande).

## Als Blutsaugerin bezeichnet

Exlibris: Wappen von Vicomte André de Nettine (Meerfrau mit schiffförmiger Lampe statt Waage).

Maria Theresia machte den verstorbenen Ehemann Frau Nettines zum Edlen und ihren unmündigen Sohn zum Vicomte, wodurch die Banquière ab 1758 bzw. 1762 die weibliche Form dieser Titel tragen konnte. Das Wappen der Familie zeigt eine goldene Meerfrau, die eine silberne Waage hält.
Frau Nettines Einfluss war Kaunitz zu groß geworden. Er schlug daher 1763 die Gründung einer Staatsbank vor, welche die Banquière aber zu torpedieren vermochte. Im selben Jahr fielen Cobenzl und sie auf den Betrüger Saint-Germain herein, der sich Geld vorschießen ließ, um in einer Fabrik in Tournai Geheimverfahren auszuwerten. Im selben Jahr scheiterte Frau Nettines Bruder Edmond-Sébastien-Joseph Stoupy (1713–1785) beim Versuch, als Generalvikar des Kardinal-Fürstbischofs von Lüttich dessen Nachfolge nach den Wünschen Wiens zu beeinflussen.
Joseph II., der 1765 Kaiser und Mitregent seiner Mutter Maria Theresia in den Staaten des Hauses Österreich wurde, kritisierte die Eigenmächtigkeit und Verschwendungssucht seines Onkels Karl von Lothringen. Als Oberbefehlshaber der k. k. Armee unterstellte er 1771 den kommandierenden General in den Österreichischen Niederlanden General der Kavallerie Joseph Karl Graf d’Ayasassa (1715–1779) direkt dem Hofkriegsrat in Wien. In einem Bericht an dieses Gremium bezeichnete Ayasasa darauf Madame Nettine als Blutsaugerin („sangsue“). Sie verwalte alle Staatseinnahmen und mache mit Heereslieferungen schändliche Gewinne.

## Vier Töchter in der Hochfinanz
Carlo Bronne schrieb, Frau Nettine habe ihre Stellung als „eines der wesentlichen Teile der Regierungsmaschine“ behauptet, „ohne ihre Mutterpflichten zu vernachlässigen“. Während ihre Söhne Dominique (1738–1759) und André (1745–1766) jung starben, erhielten die vier Töchter Ehemänner aus der Hochfinanz. Die Älteste Dieudonnée-Louise-Joséphine (1736–1789) wurde 1755 mit Adrien-Ange de Walckiers (1721–1799) verheiratet. Nach dem Tod der Mutter erbte sie die Bank Veuve Nettine et fils (Witwe Nettine und Sohn), die noch bis Anfang des 19. Jahrhunderts existierte. Ihr Sohn Joseph-Édouard-Sébastien de Walckiers (1758–1837) wurde von Joseph II. 1784 zum Generalsteuereinnehmer (Receveur général des finances) ernannt, was ihn nicht daran hinderte, 1789 als Anhänger von Jan Frans Vonck an der Brabanter Revolution teilzunehmen.
Um das 1756 geschlossene Bündnis der Häuser Österreich-Lothringen und Bourbon zu befestigen, arrangierten Cobenzl und Frankreichs Regierungschef Herzog Étienne-François de Choiseul 1760 eine Ehe zwischen Frau Nettines zweiter Tochter Rosalie-Claire-Josèphe (1737–1820) und dem erwähnten Hofbankier Laborde. Dieser seinerseits verkuppelte 1762 seine Schwägerinnen Anne-Rose-Josèphe (1739–1813) und Marie-Louise-Josèphe (1742–1808) mit Schatzmeister (Garde du Trésor) Joseph de Micault d’Harvelay (1723–1786) bzw. Protokollchef (Introducteur des Ambassadeurs) Ange-Laurent de Lalive de Jully (1725–1779). Nach Micaults Tod heiratete Anne-Rose-Josèphe 1788 den früheren Finanzminister (Contrôleur général des finances) Charles-Alexandre de Calonne (1734–1802).

## Galerie

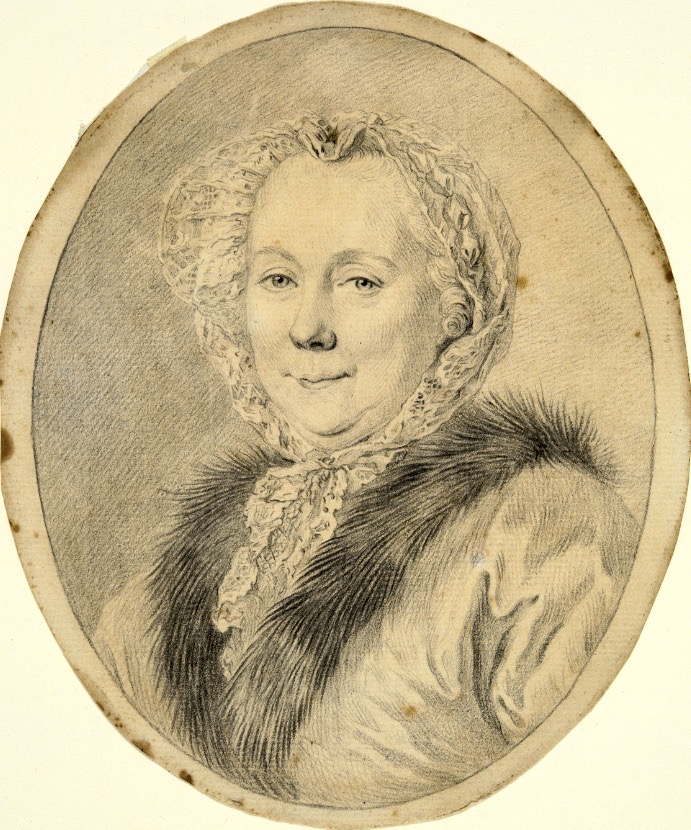
Nach Jean-Joseph Bernard: Barbe de Nettine als Witwe, 1763.
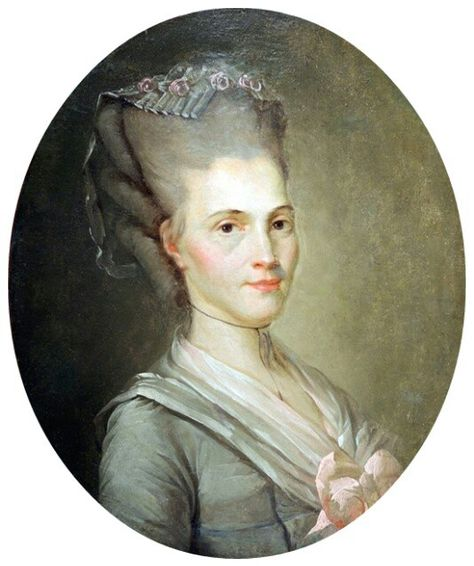
Schule von Alexander Roslin: Rosalie-Claire-Josèphe de Laborde, um 1760.
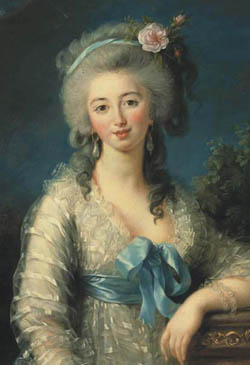
Élisabeth Vigée-Lebrun: Anne-Rose-Josèphe de Micault d’Harvelay, 1781.
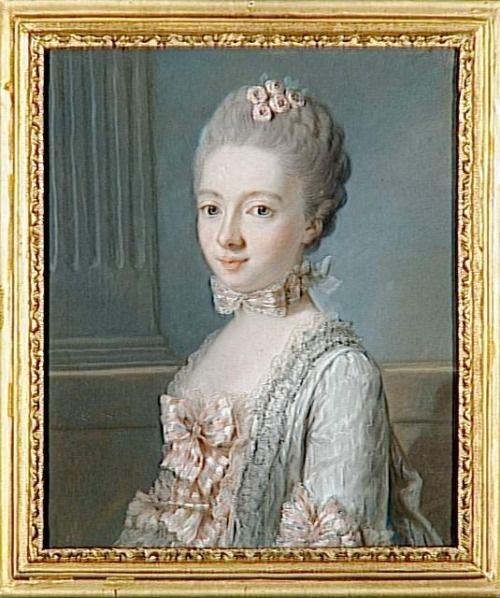
Joseph Ducreux: Marie-Louise-Josèphe de Lalive de Jully.